# INTERMAGNET
ИНТЕРМАГНЕТ (International Real-time Magnetic Observatory Network) е глобална мрежа от магнитни обсерватории, извършващи мониторинг на магнитното поле на Земята.

## Магнитни обсерватории включени към ИНТЕРМАГНЕТ
ИНТЕРМАГНЕТ събира информация за изменението на магнитното поле на пет континента.
До 2012 г. 128 магнитни обсерватории са присъединени към международната програма по геомагнитен мониторинг.

## Световни центрове
Информацията от обсерваториите постъпва и се обработва в реално време в пет световни центъра:
- Единбург, Великобритания – British Geological Survey[2]
- Голдън, САЩ – Геологически топографски институт на САЩ[3]
- Киото, Япония – Kyoto University[4]
- Отава, Канада – Geological Survey of Canada[5]
- Париж, Франция – Institut de Physique du Globe de Paris[6]

Информацията постъпва в тях по сателитна и наземна мрежова връзка.

## Държави членки на ИНТЕРМАГНЕТ
Списък на държавите участнички в международната мониторингова програма ИНТЕРНЕТ:
- Алжир
- Аржентина
- Австралия
- Белгия
- Бразилия
- България
- Канада
- Централноафриканска република
- Китай
- Чехия
- Дания
- Етиопия
- Финландия
- Франция
- Германия
- Унгария
- Индия
- Ирландия
- Италия
- Япония
- Казахстан
- Португалия
- Мадагаскар
- Мексико
- Нова Зеландия
- Перу
- Полша
- Румъния
- Русия
- Сенегал
- Сърбия
- Словакия
- Южна Африка
- Испания
- Швеция
- Турция
- Украйна
- Обединеното кралство
- САЩ
- Виетнам
- Самоа